# Бенефис
Бенефи́с (фр. bénéfice — доход, польза) — зрелище, спектакль, устраиваемый в честь одного из выступающих актёров (например, как выражение признания мастерства «бенефицианта») или работников театра. 
Доход от таких представлений (зрелищ, шоу) полностью поступал в пользу этого «бенефицианта» (одного из участников труппы или целой группы их — бенефис хора, оркестра) — за вычетом расходов на постановку спектакля. Артист или артистка, в пользу которых дается спектакль, называется Бенефициант или бенефициантка .
В переносном смысле слово бенефис иногда упоминается в значении «творческий вечер».

## История
Первый бенефис состоялся в Королевстве Франция в 1735 году. Поначалу это были представления в счёт единовременной материальной помощи какому-либо актёру, но со временем превратились в род неофициальной надбавки к жалованью.
В России были введены с 1783 года, а до 1809 года предоставлялись не только актёрам, но и драматургам и композиторам. Бенефисы на русской сцене устраивались, как правило, в честь выдающихся актёров или для материальной разовой поддержки какого-то актёра (именно такой бенефис был дан в Малом театре в Москве для Аграфены Гавриловны Рыкаловой по смерти её мужа актёра Василия Васильевича Рыкалова). У бенефицианта было привилегированное право самостоятельного выбора пьесы, хотя обычно в системе Императорских театров репертуаром ведала Контора императорских театров. Пьесы, как правило, выбирались с расчётом на кассовый успех; часто выбор падал на долгожданные премьеры известных авторов. Например, в 1835 году Михаил Семёнович Щепкин в свой бенефис впервые сыграл Шейлока в «Венецианском купце» У. Шекспира; 5 февраля 1843 года в Малом театре прошла премьера пьесы Гоголя «Игроки» тоже в бенефис М. С. Щепкина; в том же Малом театре для бенефисов Прова Михайловича Садовского были впервые поставлены две пьесы Островского — «В чужом пиру похмелье» — 9 января 1856 года, «Горячее сердце» — 15 января 1869 года; премьера оперы Чайковского «Воевода» состоялась 30 января 1869 года в Большом театре в Москве, в бенефис певицы Александры Меньшиковой. В 1871 году бенефис Ипполита Монахова (в Александринском театре), на котором он играл Чацкого, явился поводом для известной критической статьи Гончарова «Мильон терзаний».
В Императорских театрах несколько раз предпринимались попытки отменить подобные спектакли-сборы. Они запрещались, но потом возрождались вновь. В 1908 бенефисы в Императорских театрах были ликвидированы. В провинциальных частных антрепризах бенефисные спектакли не запрещались, существовали всегда, но их вопрос решался на уровне антрепренёров или директоров. Так же и в столичных частных театрах: так, петербургский театр Суворина (ныне на этом месте Большой Драматический театр имени Г. А. Товстоногова) показал постановку «Сирано де Бержерак» 10 февраля 1898 в бенефис Л. Б. Яворской, а в Москве в саду Эрмитаж у предпринимателя Якова Васильевича Щукина до самого 1917 года неоднократно проводились бенефисы Ф. И. Шаляпина и других артистов.
В дальнейшем, когда все театры при Советской власти были национализированы, форма бенефисов, предусматривающая персональное материальное вознаграждение, была упразднена в 1925 году постановлением V Всесоюзного съезда профсоюза работников искусств. В другом источнике указано что в театрах Союза ССР бенефис даётся лишь за выслугу лет.
В настоящее время театральные бенефисы возрождаются.